# Horst Trimhold
Horst „Schotte“ Trimhold (* 4. Februar 1941 in Essen; † 8. April 2021 in Hanau) war ein deutscher Fußballspieler, der mit Schwarz-Weiß Essen im Jahre 1959 den DFB-Pokal gewann. Er spielte für Eintracht Frankfurt (1963–1966) und Borussia Dortmund (1966–1971) in der Fußball-Bundesliga und ließ seine Karriere schließlich beim FSV Frankfurt (1971–1978) im hessischen Amateurlager und der 2. Bundesliga ausklingen.

## Sportliche Laufbahn

### Beginn und Schwarz-Weiß Essen
Der im Essener Stadtteil Altenessen aufgewachsene Trimhold hatte durch seinen Vater Heinrich, der als Gauliga-Spieler für den Essener Turnerbund Schwarz-Weiß auf Torejagd ging, von Kindesbeinen an – wie auch sein jüngerer Bruder Holger – engen Bezug zum Fußball. Der spätere Nationalspieler begann 1947 beim SV Volkmarsen organisiert mit dem Fußballsport und wechselte 1951 zum früheren Verein seines Vaters.
Seinen Einstand in der Oberliga West gab er am 27. September 1959 bei der 2:3-Niederlage bei Fortuna Düsseldorf. Acht Tage vor dem DFB-Pokalfinale überzeugte er in seinem zweiten Oberligaspiel bei dem 5:0-Heimsieg gegen Westfalia Herne am 20. Dezember mit seinen zwei Toren derart, dass er tatsächlich im Finale als 18-Jähriger zum Einsatz kam. Am 27. Dezember 1959 gewannen die Essener das Pokalendspiel mit 5:2 gegen Borussia Neunkirchen. Das Jungtalent konnte an der Seite von Theo Klöckner, Hans Küppers und Heinz Steinmann einen Treffer zu dem überlegen herausgespielten Sieg beisteuern. Dem sportlichen Hoch am Uhlenkrug im Dezember 1959 folgte aber im Frühjahr 1960 die sportliche Tristesse. Der Pokalsieger des Jahres 1959 stieg am Ende der Saison 1959/60 aus der Oberliga West ab. Auch das gehörte zu der Erfahrung des jungen Talentes. Umgehend gelang den Schwarz-Weißen der Aufstieg, wobei Horst Trimhold in der 2. Liga West bester ETB-Torschütze war. Ab der Saison 1961/62 spielten Trimhold und seine Kameraden Theo Klöckner und Heinz Steinmann wieder mit dem ETB in der Oberliga. Hans Küppers hatte die Gruga-Stadt aber Richtung München verlassen.
In der Oberliga West kam Trimhold von 1959 bis 1963 auf 71 Spiele mit 31 Toren. Bundestrainer Sepp Herberger testete das Essener Talent am 6. Mai 1962 bei einem Spiel der Juniorennationalmannschaft in Aachen gegen Frankreich. Im ersten Länderspiel nach der Fußball-Weltmeisterschaft 1962 in Chile debütierte Horst Trimhold beim 3:2-Sieg am 30. September 1962 in Zagreb gegen Jugoslawien in der Nationalmannschaft. Nach dem zweiten Einsatz am 24. Oktober 1962 in der Juniorennationalmannschaft in Lyon bei der 0:1-Niederlage gegen Frankreich endete aber bereits seine Laufbahn in den DFB-Auswahlmannschaften. Nach der Saison 1962/63 kehrte auch er wie Klöckner, Rummel und Steinmann ETB den Rücken.

### Bundesligaspieler
Mit Beginn der Bundesliga wechselte er 1963/64 zu Eintracht Frankfurt. Er spielte beim Deutschen Meister des Jahres 1959 bis 1966 und kam dabei in der Bundesliga auf 71 Spiele und 15 Tore. In der ersten Saison 1963/64 zog er wieder in ein DFB-Pokal-Finale ein. Eintracht verlor das Endspiel aber mit 0:2 gegen den TSV 1860 München. In den drei Runden bei Eintracht Frankfurt kam er mit der Mannschaft auf die Plätze drei, acht und sieben und hatte es mit drei Trainern zu tun. Altmeister Paul Oßwald war für die Premierenrunde verantwortlich. Der ehemalige Stopper Ivica Horvat übernahm 1964/65, und in der dritten Runde Bundesliga stand Elek Schwartz am Regiepult. Unter dessen Anleitung vollzog sich die Umwandlung aus dem technisch veranlagten Kombinationsspieler auf dem Flügel in einen laufstarken Ballverteiler und Spielgestalter für das Mittelfeld.
Trimhold zog es aber zurück in den Westen. Er unterschrieb beim Europapokalsieger des Jahres 1966, Borussia Dortmund, einen neuen Vertrag für die Saison 1966/67 und wechselte an den Borsigplatz. Im Europacup scheiterte der Titelverteidiger aber bereits in der 2. Runde an Glasgow Rangers. Bei der knappen 1:2-Hinspielniederlage in Glasgow erzielte Trimhold das zwischenzeitliche 1:1 für Borussia, was aber durch das torlose Unentschieden im Heimspiel nicht für das Weiterkommen ausreichte. Der gute 3. Tabellenrang in der Bundesliga unter dem neuen Trainer Heinz Murach wurde nicht als Erfolg gewürdigt. Heinz Murach hatte dem Habitus seines Vorgängers Willi Multhaup nichts entgegenzusetzen, auch wegen des Scheiterns im Europapokal. Horst Trimhold erlebte in den zwei folgenden Runden 1967/68 und 1968/69 dann das Abrutschen in der Tabelle auf die Ränge 14 und 16. Nach dem Zwischenhoch mit Rang fünf in der Saison 1969/70 beendete er nach der Runde 1970/71 seine Bundesliga-Karriere. Am 32. Spieltag im Heimspiel gegen Borussia Mönchengladbach am 22. Mai 1971 absolvierte er als Einwechselspieler in der 75. Spielminute seine letzten Bundesligaminuten. An der Seite von Sigfried Held, Willi Neuberger, Jürgen Schütz und Werner Weist hatte er nochmals in der Runde 1970/71 für Borussia Dortmund im Mittelfeld als technischer Fleißarbeiter zum Gelingen der Runde beigetragen. Insgesamt kam er von 1963 bis 1971 auf 167 Spiele in der Bundesliga und erzielte dabei 27 Tore.
Trimhold zog es wieder nach Frankfurt, diesmal aber in das Stadion am Bornheimer Hang zum FSV Frankfurt in die Hessische Amateurliga und zum Aufbau einer geschäftlichen Existenz.

### FSV Frankfurt und Abschied
Ab Sommer 1971 spielte „Schotte“ Trimhold mit dem FSV Frankfurt in der hessischen Amateurliga. Am 8. Juli 1972 erzielte der Kapitän der Bornheimer in der 90. Spielminute den Siegtreffer zum 2:1-Sieg für den FSV im Finale der Deutschen Amateurmeisterschaft gegen den TSV Marl-Hüls. Im Jahr darauf gelang der Aufstieg in die Regionalliga Süd. In der letzten Regionalliga-Runde 1973/74 als Unterbau der Bundesliga bestritt er 33 Spiele und kam auf sieben Tore für die Bornheimer. Ab Dezember 1973 war er zusätzlich noch als Interims-Trainer im Einsatz. In der Saison 1974/75 gelang dem FSV zusammen mit seinem Routinier und Spielmacher als Meister der Hessenliga der direkte Aufstieg in die 2. Bundesliga Süd. Trimhold brachte es in den drei Runden 1975/76, 1976/77 und 1977/1978 in der 2. Bundesliga Süd auf 103 Spiele mit sechs Toren. Mit 37 Jahren bestritt er in seiner letzten Saison noch 31 Spiele.
Mit einer Fußballgala verabschiedete sich der zum Ehrenspielführer des FSV ernannte Horst Trimhold im Jahre 1978 am Bornheimer Hang von überregionalen Fußball. Von 1978 bis 1984 ließ er seine Laufbahn beim FC Germania 1911 Enkheim ausklingen.

## Weiterer Werdegang
Der gelernte Schriftsetzer baute neben seiner sportlichen Betätigung beim FSV eine florierende Druckerei in Hanau auf und wurde der „Hausdrucker“ des DFB. 2012 hatte er einen Schlaganfall und litt später unter Demenz. Anfang April 2021 starb er im Alter von 80 Jahren in Hanau.